# Нижньоібраєво
Нижньоібра́єво (рос. Нижнеибраево, башк. Түбәнге Ибрай) — присілок у складі Стерлібашевського району Башкортостану, Росія. Входить до складу Яшергановської сільської ради.
Населення — 287 осіб (2010; 334 в 2002).
Національний склад:
- татари — 96%